# The New Lot
Pour plus de détails, voir Fiche technique et Distribution.
The New Lot est un film de propagande britannique réalisé par Carol Reed, sorti en 1943.

## Synopsis
En 1942, un convoi de l'armée britannique est en route vers le front dans le désert en Afrique du Nord. Après qu'on a ordonné aux soldats de détruire leurs documents personnels, Harry Fife et Art Wallace examinent une photographie prise à la fin de leur période d'entraînement en Angleterre.
Quelques mois plus tôt, un groupe de civils plutôt mécontents d'être enrôlés dans l'armée arrive au camp d'entraînement : Harry a une expérience dans la défense civile, Art est serveur dans un night-club waiter, Barrington est dans les affaires, Ted Loman est un maçon, Keith Bracken vit encore chez sa mère. Un soldat tchèque est adjoint à leur groupe. Au fur et à mesure, ils vont arriver à mieux se connaître et à avoir un vrai esprit d'équipe. À la fin de leur période d'entraînement, ils se rendent dans un cinéma où est projeté un film dont l'acteur principal, Robert Donat, joue le rôle d'un soldat dont le comportement est tellement éloigné de la réalité qu'ils sont pris d'un fou rire.
De retour dans le désert, Harry déchire la photographie de leur groupe, pendant qu'à la radio on parle d'un discours de Winston Churchill, qui souligne l'importance de l'esprit d'équipe et de l'entraînement dans l'avance des troues britanniques sur le terrain.

## Fiche technique
- Titre original : The New Lot
- Réalisation : Carol Reed
- Scénario : Eric Ambler, Peter Ustinov
- Direction artistique : Lawrence Broadhouse
- Photographie : John Wilcox
- Son : John Cox
- Montage : Reginald Mills
- Musique : Richard Addinsell
- Société de production : Army Kinematograph Service (en)
- Pays d'origine :  Royaume-Uni
- Langue originale : anglais
- Format : Noir et blanc — 35 mm — 1,37:1 — son mono
- Genre : Film de propagande
- Durée : 43 minutes
- Dates de sortie : Royaume-Uni : 1943

## Distribution
- Peter Ustinov : Keith Bracken
- Bernard Miles : Ted Loman
- John Laurie : Harry Fife
- Raymond Huntley : Bernie Barrington
- Philip Godfrey : Art Wallace
- Albert Lieven : le soldat tchèque
- Geoffrey Keen : le caporal
- Kathleen Harrison : la mère de Keith
- Stewart Rome : un officier

## Autour du film
- Ce film servit de base à L'Héroïque Parade (The Way Ahead) (1944), réalisé également par Carol Reed, écrit également par Eric Ambler et Peter Ustinov